# Placówka Straży Granicznej w Lubieszynie
Placówka Straży Granicznej w Lubieszynie – zlikwidowana graniczna jednostka organizacyjna Straży Granicznej realizująca zadania w ochronie granicy państwowej z Republiką Federalną Niemiec.

## Formowanie i zmiany organizacyjne
Placówka Straży Granicznej w Lubieszynie z siedzibą w Lubieszynie (Placówka SG w Lubieszynie), została powołana 24 sierpnia 2005 roku Ustawą z 22 kwietnia 2005 roku O zmianie ustawy o Straży Granicznej..., w strukturach Pomorskiego Oddziału Straży Granicznej w Szczecinie z przemianowania dotychczas funkcjonującej Granicznej Placówki Kontrolnej Straży Granicznej w Lubieszynie. Znacznie rozszerzono także uprawnienia komendantów, m.in. w zakresie działań podejmowanych wobec cudzoziemców przebywających na terytorium RP.
Zniesienie kontroli granicznej we wszystkich przejściach Pomorskiego Oddziału SG na granicach wewnętrznych Unii Europejskiej, miało wpływ na kolejne zmiany w systemie organizacyjnym ochrony północno-zachodnich rubieży państwa. W wyniku czego 15 stycznia 2008 roku rozformowano PSG w Kołbaskowie oraz Krajniku Dolnym, zwiększając rejon działania PSG w Osinowie Dolnym, PSG w Gryfinie i PSG w Lubieszynie.
1 października 2009 roku zostały zniesione Placówki SG w: Lubieszynie, Gryfinie i Osinowie Dolnym, zmieniając rejon służbowego działania PSG w Szczecinie-Goleniowie i Szczecinie-Porcie.

## Ochrona granicy
Stan z 24 sierpnia 2005
Placówka SG w Lubieszynie ochraniała odcinek granicy państwowej:
- Od znaku granicznego nr 789 do znaku granicznego nr 838.

W celu zapewnienia coraz lepszej ochrony porządku prawnego państwa i by usprawnić swoje działania na granicy, PSG w Lubieszynie organizowała wspólne patrole graniczne m.in. z funkcjonariuszami Policji, Żandarmerii Wojskowej czy też niemieckiej Bundespolizei (BGS).
Od połowy maja 2008 roku PSG w Lubieszynie wykorzystywała Backscatter Van (ZBV) – mobilny system skanowania, wbudowany w zwykły pojazd dostawczy, który umożliwiał bezinwazyjną, prostą i wygodną kontrolę zawartości innych pojazdów lub przesyłek cargo niestandardowych rozmiarów.

### Podległe przejścia graniczne
- Lubieszyn-Linken (drogowe) – do 21 grudnia 2007[3]
- Buk-Blankensee (mrg) – do 21 grudnia 2007[3]
- Bobolin-Schwennenz (mrg) – do 21 grudnia 2007[3].

## Placówki sąsiednie
- Placówka SG w Kołbaskowie ⇔ Placówka SG w Trzebieży – 24.08.2005[3]
- Placówka SG w Gryfinie ⇔ Placówka SG w Trzebieży – 15.01.2008[3]
- Placówka SG w Gryfinie ⇔ Placówka SG w Szczecinie-Porcie – 15.04.2008[3].

## Komendanci placówki
- Czesław Żołnowski
- Janusz Lasek[4]
- Jarosław Burba.